# 青岛银行
青岛银行（港交所：3866；深交所：002948）是一家本部位于中华人民共和国山东省青岛市的股份制地方商业银行。前身是青岛城市合作银行、青岛市商业银行，2008年更名为青岛银行。现时在山东省各地级市设有分行。

## 董事会
青岛银行董事会拥有15名成员，董事长为景在伦，其他董事还包括王麟、杨峰江、吕岚、周云杰、Rosario Strano、谭丽霞、Marco Mussita、邓有成、蔡志坚、黄天佑、陈华、戴淑萍、张思明、房巧玲。